# جون موريسي
جون موريسي (بالإنجليزية: John Morrissey)‏ (8 مارس 1965 في المملكة المتحدة - ) هو لاعب كرة قدم بريطاني في مركز جناح ‏. لعب مع نادي إيفرتون ونادي ترانمير روفرز لكرة القدم ووولفرهامبتون واندررز.

## وصلات خارجية
- جون موريسي على موقع قاعدة بيانات كرة القدم.إي يو (الإنجليزية)
- جون موريسي على موقع Soccerbase.com (لاعب) (الإنجليزية)